# 丁家湾乡
丁家湾乡是中国陕西省榆林市吴堡县下辖的一个乡，已于2011年撤销，与一同撤销的岔上乡合设岔上镇。

## 行政区划
丁家湾乡下辖以下行政区：
丁家湾村、桥子沟村、杨家畔村、贺家畔村、薛家耩村、冯家岔村、秦家崖村、薛家塌村、丁家畔村、董家湾村、后畔村、前畔村、薛张家山村、叶家园沟村、一步墕村、大枣湾村、王家塌村、郭家墕村、逯家塌村